# Gramond
 Gramond  es una población y comuna francesa, situada en la región de Mediodía-Pirineos, departamento de Aveyron, en el distrito de Rodez y cantón de Baraqueville-Sauveterre.

## Demografía
| 545 | 526 | 477 | 417 | 390 | 367 |
| Para los censos de 1962 a 1999 la población legal corresponde a la población sin duplicidades (Fuente: INSEE [Consultar]) |     |     |     |     |     |